# Kálócfa
Kálócfa là một thị trấn thuộc hạt Zala, Hungary. Thị trấn này có diện tích 10,21 km², dân số năm 2010 là 150 người, mật độ 15 người/km².